# جون كوبر (محامي)
جون كوبر (بالإنجليزية: John Cooper)‏ هو محامي بريطاني، ولد في 15 سبتمبر 1958.